# Hochschule für Wissenschaft und Technik Zhejiang
Die Hochschule für Wissenschaft und Technik Zhejiang (Chinesisch: 浙江科技大学, Pinyin: Zhèjiāng Kējì DàXué), abgekürzt ZUST, ist eine Vollzeithochschule in der Volksrepublik China. Sie befindet sich in Hangzhou, der Hauptstadt der südostchinesischen Provinz Zhejiang. Die Hochschule bietet ein breites Spektrum von Studiengängen in Technik, Wissenschaft, Kultur, Wirtschaft, Verwaltung und Bildung an, wobei der Schwerpunkt bei den Ingenieurwissenschaften liegt.

## Geschichte
1980 wurde die Universität gegründet. 1985 wurde ein Abkommen zwischen der Provinzregierung Zhejiang und dem Bundesland Niedersachsen über den weiteren Ausbau unterzeichnet. Seitdem erfolgt ein regelmäßiger Austausch von Studenten und Professoren.
Die ZUST hat zurzeit 14 Fakultäten und Institute mit 39 verschiedenen Studiengängen. Die Zahl der Studierenden beläuft sich auf über 18.500. Über 200 chinesische Studenten sind in Deutschland.
Im Rahmen der Projekte sind eine Reihe von Praktikumswerkstätten und Laboren an der ZUST eingerichtet worden.

## Kooperationen
Seit 2000 hat die ZUST mit der deutschen Hochschule Hannover, der Fachhochschule Nürnberg und mehreren anderen deutschen Hochschulen ein „chinesisch-deutsches kooperatives Ausbildungsprogramm“ vereinbart, in dessen Rahmen jedes Jahr viele chinesische Studenten nach Deutschland gehen. Sie erhalten dadurch die Möglichkeit, zwei Zertifikate zu erhalten; eines von der ZUST und eines von der jeweiligen Fachhochschule in Deutschland. Die ZUST hat auch mit Ländern in Amerika, Frankreich, Australien, Italien und anderen Gebieten in China Kooperationen vereinbart.

## Ehrenprofessuren
- Günter Graubner (1993)[2]
- Tuula Salo (1999)
- Peter Friedrich Brosch (1999)